# Веснина (Тюменская область)
Веснина — деревня в Тобольском районе Тюменской области России. Входит в состав Башковского сельского поселения.

## География
Деревня находится в северной части  области, в пределах Западно-Сибирской равнины, на берегах реки на берегу реки Иртыш, на расстоянии примерно 3 километров (по прямой) к востоку от западных окраин (Северный промышленный район) города Тобольска, административного центра района.

### Климат
Климат характеризуется как резко континентальный, с длительной морозной зимой и коротким тёплым летом. Средняя многолетняя температура самого холодного месяца (января) составляет −18,6 °С (абсолютный минимум — −49 °С), температура самого тёплого (июля) — 17,6 °С (абсолютный максимум — 38 °С). Безморозный период длится в течение 111 дней. Среднегодовое количество осадков — 200—427 мм, из которых около 70 % приходится на период с мая по сентябрь. Снежный покров держится в среднем 156 дней.

## Население
| 2010 |
| ---- |
| 21   |

### Национальный состав
Согласно результатам переписи 2002 года, в национальной структуре населения русские составляли 100 % из 18 чел.

## Инфраструктура
Личное подсобное хозяйство с зоной сельскохозяйственного использования, индивидуальная застройка усадебного типа.

## Транспорт
Дороги с твердым покрытием, автобусное сообщение.  Остановка общественного транспорта «Веснина».
Пристань на Иртыше.